# باتريك برينكمان
باتريك برينكمان (بالسويدية: Patrik Brinkmann)‏ هو شخصية أعمال سويدي، ولد في 1 ديسمبر 1966 في Motala ‏ في السويد.